# Horváth Lajos (bemondó)
Horváth Lajos,  (Budapest, 1933. június 29. – Budapest, 2008. április 4.) a Magyar Rádió bemondója, újságíró.

## Életpályája
Elektrotechnikusi érettségi vizsgát tett, de író szeretett volna lenni. Írásait a rádió ifjúsági szerkesztőségéhez küldte, ahol Pápa Relli író is felfigyelt rá. Első munkahelyén, az Egyesült Izzóban készített munkahelyi riportot Gulyás Gyula rádiós riporter. Erről az eseményről Horváth Lajos így emlékezett: 

„ meghallotta, amint bemondok valamit a házi stúdió mikrofonjába. Szólt, eljöttem próbafelvételre...”

„... riportereket kerestek. Ötven ember közül Varga Józsefet, a későbbi tévébemondót és engem választottak ki, de nem riporteri munkát ajánlottak, hanem bemondóit. Tizenkilenc évesen azonnal igent mondtam. Újságíró-iskolát végeztem a munka mellett, és ... nyelveket tanultam... ”

1952-ben került a Magyar Rádióhoz bemondónak. Az 1980-as évektől – osztályvezető-helyettesként – a bemondói csoportot irányította nyugdíjba vonulásáig. Több mint negyven éven át dolgozott a rádióban és három évtizedig beszédoktatóként is működött a Rádió Akadémián, a helyes beszédre tanította a leendő bemondókat, riportereket. Munkája mellett rádióamatőrként is tevékenykedett. Írásai megjelentek többek között a Rádiótechnika című lapban, a Jel-kép című folyóiratban és a Rádió és Televizió Szemlében.

## Könyve
- Horváth Lajos: A nyilvános beszéd (Balassi Kiadó, 2008)

## Rádiós munkáiból
- Krónika (reggeli, déli, esti)
- Rádiósok a zenéről